# The Thousand-Dollar Husband

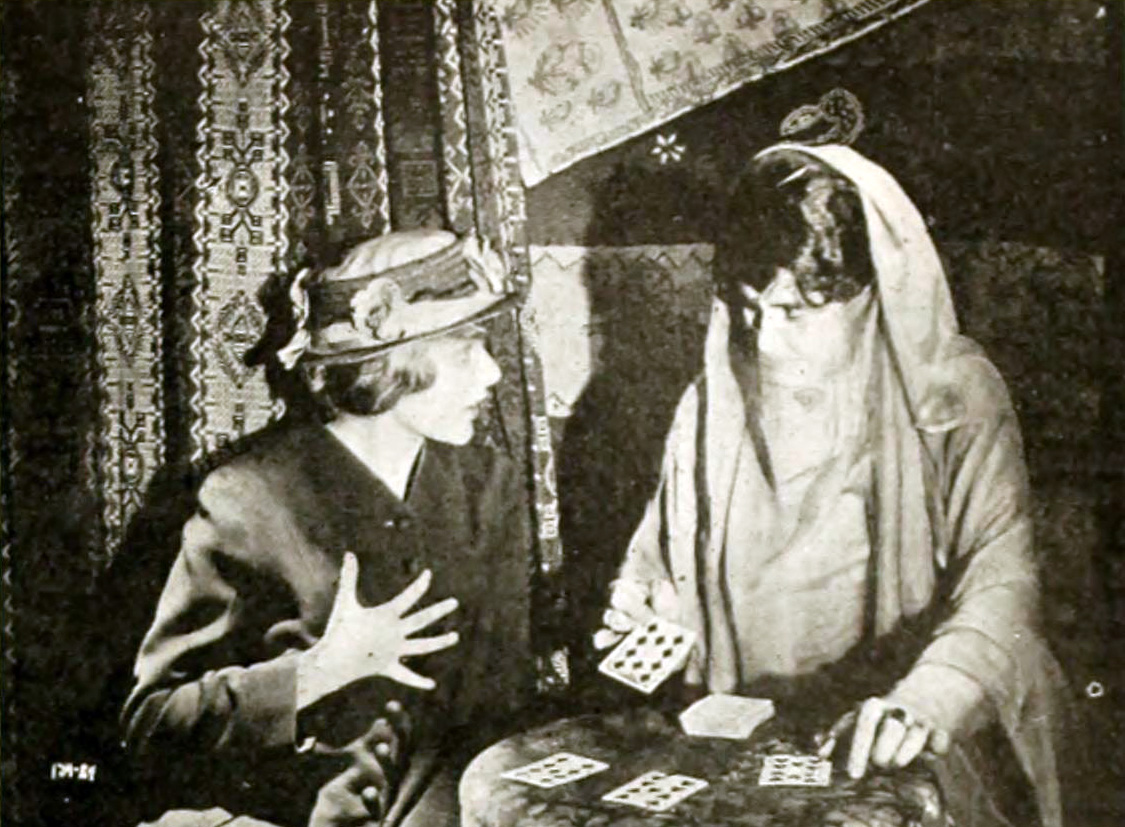
The Thousand-Dollar Husband (1916)

The Thousand-Dollar Husband est un film muet américain réalisé par James Young et sorti en 1916.

## Fiche technique
- Réalisation : James Young
- Scénario : James Young, d'après une histoire de Margaret Turnbull
- Chef-opérateur : Paul E. Perry
- Assistant-réalisateur : Edwin L. Hollywood
- Genre : Comédie dramatique
- Pays de production :  États-Unis
- Durée : 50 minutes
- Date de sortie : 
  - États-Unis : 28 mai 1916

## Distribution
- Blanche Sweet : Olga Nelson
- Theodore Roberts : Sven Johnson
- Tom Forman : Douglas Gordon
- James Neill : Stephen Gordon
- Horace B. Carpenter : Judson
- Lucille La Verne : Mme Batavia
- E.L. Delaney : Jack Hardy
- Camille Astor : Maggie
- Jane Wolfe